# Distrito Escolar Unificado de San José

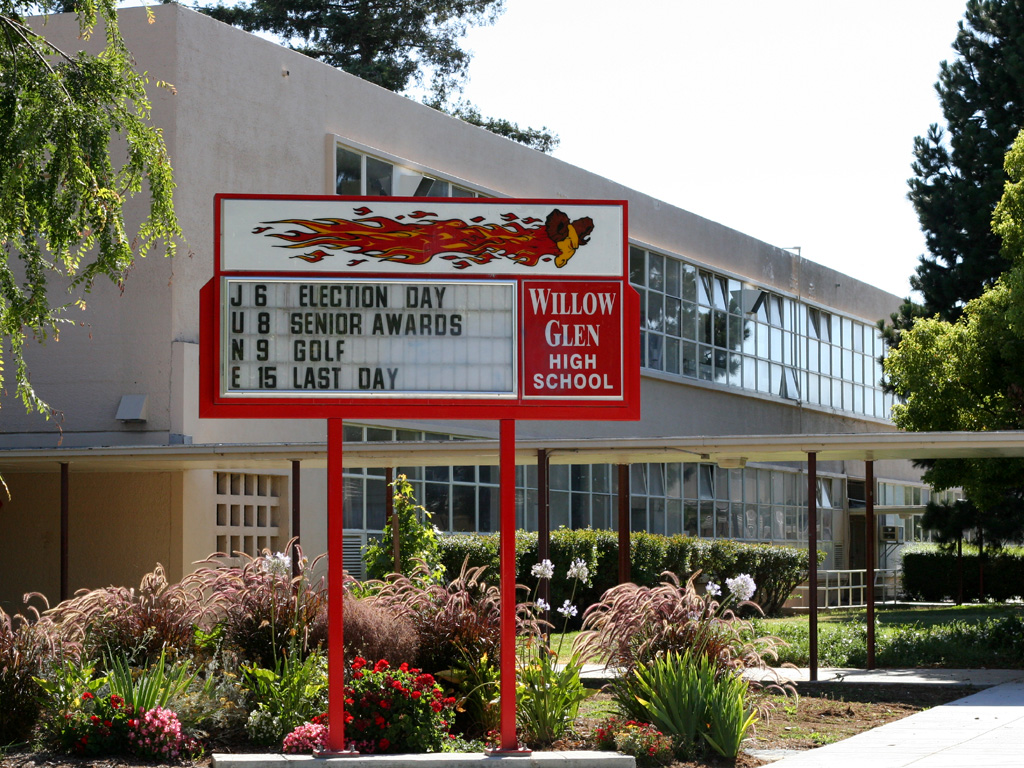
Distrito Escolar Unificado de San José (San José Unified School District, SJUSD en inglés), foto de Willow Glen High School

El Distrito Escolar Unificado de San José (San José Unified School District, SJUSD en inglés) es el distrito escolar en California, Estados Unidos. El distrito tiene escuelas en la Ciudad de San José. Tiene su sede en San José.

## Escuelas

### Escuelas secundarias
- Broadway High School
- Downtown College Prep School
- Gunderson High school
- Leland High School
- Liberty High School
- Abraham Lincoln High School
- Pioneer High School
- San Jose High Academy
- Willow Glen High School